# メナード郡 (テキサス州)
メナード郡（メナードぐん、英: Menard County）は、アメリカ合衆国テキサス州の中央部西、エドワーズ高原に位置する郡である。2010年国勢調査での人口は2,242人であり、2000年の2,360人から5.0%減少した。郡庁所在地は唯一の都市であるメナード市（人口1,471人）であり、同郡で人口最大の町でもある。メナード郡は1858年に設立され、郡名はガルベストン市の設立者マイケル・ブラナマー・メナードに因んで名付けられた。

## 年譜

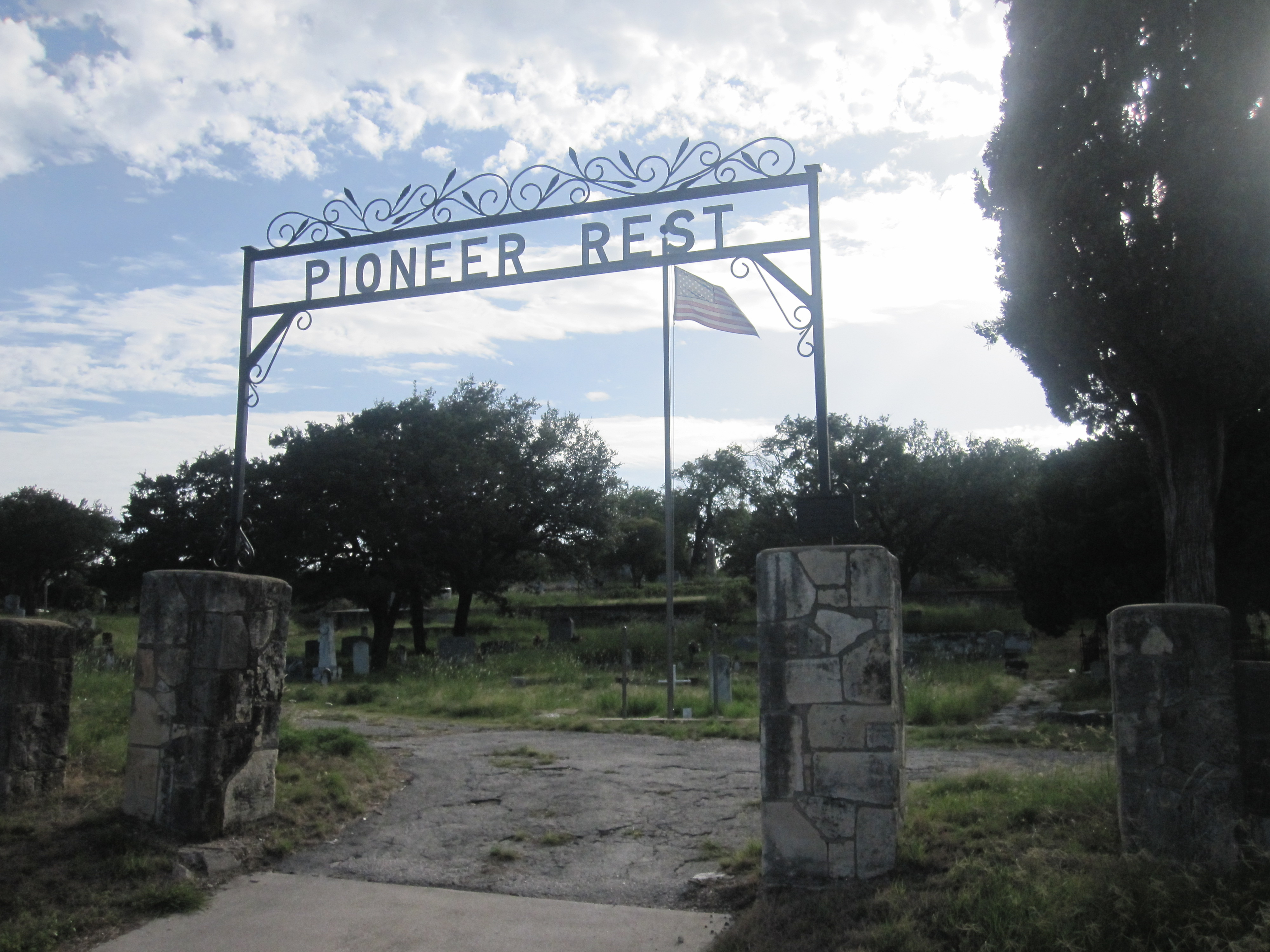
メナード市の歴史あるパイオニア慰安墓地、19世紀の墓がある

- 紀元前8000年、シュライヒャー郡となった地域の最初の住人が入ってきたと考えられている。その後はリパン・アパッチ族やコマンチ族が地域内に入ってきた[4]
- 1757年4月、アロンソ・ジラルド・デ・テレロス神父が、アパッチ族インディアンへの伝導のために、サンタクルス・デ・サンサバ伝導所の支援所として、プレシディオ・サンルイス・デ・ラス・アマリラスを設立した[5]
- 1830年代、ジェームズ・ボウイとレジン・P・ボウイが、サンサバ・バレーでスペイン人がこの地域にあると信じていた銀鉱を求めて彷徨った。成功はしなかったが、失われたボウイの鉱山（失われたサンサバ鉱山、あるいはロス・アルマグレス鉱山とも言われた）の伝説ができ、その後150年間も宝捜索者の想像力を掻き立て続けた[6][7]
- 1852 年、開拓者をインディアンの攻撃から守るために、キャンプ・サンサバが設立された[8][9]
- 1858年、テキサス州議会がベア郡の一部からメナード郡を設立し、ガルベストン市の設立者マイケル・ブラナマー・メナードに因んで名付けた。メナードビル、後のメナードの町が郡庁所在地に指定された[10]
- 1870年、郡人口は667人だった。そのうち白人が295人、黒人が372人だった。黒人が多いのはマカベット砦にバッファロー・ソルジャーが駐屯していたためと考えられる[4][8]
- 1871年、郡住民の選挙で郡役人を選んだ[4]
- 1880年代、メキシコからの移民が多く流入した[4]
- 1911年2月、フォートワース・アンド・リオグランデ鉄道が郡内を通った[4]
- 1919年、石油掘削者が空井戸に当たった[4]
- 1929年、ガス井戸に当たったが、市場が無かったために栓がされた[4]
- 1931年、地元父兄教師会が飢えた子供達に昼食を提供した[4]
- 1934年、テキサス救援缶詰工場が操業を始めた。干ばつ救援計画で地域牧場から牛と羊を買い上げた。[4][11]
- 1941年、ガスの井戸が再度掘られ、約700万立方フィート (200,000 m3) のガスを生産した[4]
- 1946年、マカベット砦の北東で小さな油田が発見されたが、1年後には放棄された[4]
- 1960年代、石油生産量は年270,000バーレル(43,000 m3) 以上になっていた[4]
- 1980年代、郡内の40の油田のうち、約20が稼働しており、年132,000 ないし 185,000 バーレル  (21,000 - 29,400 m3) を生産した[4]

## 地理
アメリカ合衆国国勢調査局に拠れば、郡域全面積は902平方マイル (2,336 km2)であり、このうち陸地901平方マイル (2,334 km2)、水域は1平方マイル (3 km2)で水域率は0.04%である。

### 主要高規格道路
- アメリカ国道83号線
- アメリカ国道190号線
- テキサス州道29号線

### 隣接する郡
- コンチョ郡 - 北
- マカロック郡 - 北東
- メーソン郡 - 東
- キンブル郡 - 南
- シュライヒャー郡 - 西

## 人口動態
以下は2000年の国勢調査による人口統計データである。
| 基礎データ - 人口: 2,360人 - 世帯数: 990 世帯 - 家族数: 665 家族 - 人口密度: 1人/km2（3人/mi2） - 住居数: 1,607軒 - 住居密度: 1軒/km2（2軒/mi2） 人種別人口構成 - 白人: 87.54% - アフリカン・アメリカン: 0.51% - ネイティブ・アメリカン: 0.64% - アジア人: 0.34% - 太平洋諸島系: 0.04% - その他の人種: 9.79% - 混血: 1.14% - ヒスパニック・ラテン系: 31.69% 年齢別人口構成 - 18歳未満: 24.2% - 18-24歳: 5.3% - 25-44歳: 21.9% - 45-64歳: 26.6% - 65歳以上: 21.9% - 年齢の中央値: 44歳 - 性比（女性100人あたり男性の人口） - 総人口: 99.7 - 18歳以上: 93.1 | 世帯と家族（対世帯数） - 18歳未満の子供がいる: 28.5% - 結婚・同居している夫婦: 54.0% - 未婚・離婚・死別女性が世帯主: 8.8% - 非家族世帯: 32.8% - 単身世帯: 30.4% - 65歳以上の老人1人暮らし: 17.5% - 平均構成人数 - 世帯: 2.34人 - 家族: 2.91人 収入と家計 - 収入の中央値 - 世帯: 24,762米ドル - 家族: 30,872米ドル - 性別 - 男性: 21,953米ドル - 女性: 20,000米ドル - 人口1人あたり収入: 15,987米ドル - 貧困線以下 - 対人口: 25.8% - 対家族数: 20.0% - 18歳未満: 39.9% - 65歳以上: 19.1% |

## 都市と町
- フォートマカベット
- ヘクスト
- メナード - 郡庁所在地